# Kroon Bier
Kroon Bier is een biermerk van Royal Swinkels. Bier onder die naam werd eerder gebrouwen in Brouwerij De Kroon in Oirschot, vanaf 1627 eigendom van de familie Croonenborch. Het bedrijf werd eind jaren 1990 overgenomen door Royal Swinkels, waarna de productie werd verplaatst naar Brouwerij Koningshoeven, een andere brouwerij van Royal Swinkels. Bij een volgende herschikking werd de productie overgenomen door Brouwerij Bavaria in Lieshout, die het bier naar het originele recept brouwt.